# Fishka
Fishka (укр. Фішка) — українська програма лояльності, що належить АТ «Концерн Галнафтогаз». Створювалась 2009 року як програма лояльності АЗК «ОККО», проте з 2011 року розрослась до мультипартнерської платформи. Станом на березень 2023 року вона налічувала 25 основних партнерів і 115 інтернет-магазинів сервісу Fishka Online[джерело?].

## Історія
Створена 16 травня 2009 року як програма лояльності для постійних клієнтів АЗК ОККО. У 2011 році до програми приєдналися інші партнери, які входили до «Концерну Галнафтогаз» — СК Універсальна та мережа ресторанів Pasta Mia. Першою компанією-партнером, яка не належала до «Концерну Галнафтогаз» став Райффайзен Банк Аваль, який приєднався у 2012 році.
У 2013 році партнерами стали мережа продуктових магазинів «Фуршет», магазини «АЛЛО», які відмовилися від створення або ведення власних програм лояльності. Влітку 2014 року партнером стала компанія «Шипшина», що спеціалізується на продажі шин, дисків, акумуляторів та широкому спектрі послуг з автосервісу.
У вересні 2015 запущений мобільний додаток Fishka для Android та iOS. У листопаді цього ж року почав роботу сервіс Fishka Online. У 2016 році до партнерів приєднались мережа магазинів «Еліт-Україна» та «АКБ Плюс», у 2017 — мережі «Аптека Доброго Дня», «1 Соціальна Аптека», PROSTOR та «Будинок іграшок».
У серпні 2017 року запущено функціонал OKKO Pay для користувачів мобільного додатку — можливість оплачувати пальне безпосередньо біля колонки. З вересня 2017 мобільний додаток за допомогою masterpass від MasterCard дозволяє здійснювати грошові перекази з картки на картку. Також у 2017 році Fishka розпочала співпрацю з платформою для автодорожніх поїздок BlaBlaCar.
У 2020 році до програми лояльності долучились мережа маркетів «Веселка» та «Клунок», провайдер цифрового супутникового телебачення Xtra TV та офіційний інтернет-магазин групи компаній IDS Borjomi Ukraine — My Water Shop.

## Партнери
Станом на березень 2023 року партнерами були:
- «Райффайзен Банк», lifecell, EasyPay, My Water Shop страхова компанія Універсальна
- Uber, BlaBlaCar, «Твоя шина», «ELIT-Україна», «АКБ Плюс», “Олімп Мотор”, мережі TOKA, «Веселка», «Клунок», ОККО, Алло, «Аптека Доброго Дня», «1 соціальна аптека» та Express Pharm, «Медіс»